# Akademisk frihet

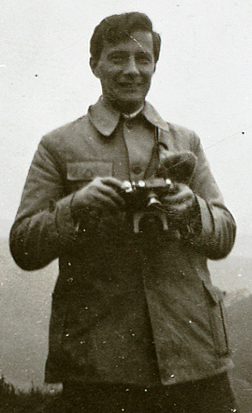
Michael Polanyi menade att akademisk frihet var en fundamental nödvändighet för produktionen av kunskap.

Akademisk frihet avser forskningens frihet; Varje forskares rätt att fritt välja forskningsämne  och  forskningsmetod  samt  fritt  publicera  forskningsresultat. Den akademiska friheten berör i lika hög grad högskolelärarna i undervisningssituationen och studenterna i deras lärande.

## Storbritannien
Matthew Goodwin skrev 2021 i Axess Magasin att de kända incidenter där till exempel gästföreläsare bokas av förmodligen bara är toppen av ett isberg, och att det är aktivister som bestämmer hur tjänster tillsätts, och pressar på i diskussioner om vem som får gästföreläsa, och vilka oliktänkande som tystas. När studenter istället blir "kunder", och målet är att dessa kunder ska vara nöjda, så medför det att sökandet efter sanning och den fria forskningen överskuggas.

## I Sverige
Enligt en studie från 2007 undertrycks i Sverige den akademiska friheten, avsiktligt eller oavsiktligt, genom att tiden för forskning minimeras, resurser minimeras och att tjänsterna med utrymme för forskning minimeras.:231
En studie 2017 rankade Sverige på plats 23 av EU:s 28 länder.:229
Ivar Arpi skrev i Svenska Dagbladet om den akademiska friheten i Sverige och tog bland annat upp den strid vid Lunds universitet som uppstod för en kurs med Erik Ringmar där Ringmar ombads att ändra i kursens litteraturlista för att utjämna könsbalansen mellan författarna på listan. Arpi intervjuades 2018 i Axess TV av PJ Anders Linder, och skrev senare boken Genusdoktrinen tillsammans med Anna-Karin Wyndhamn.
Nathan Shachar skrev i februari 2019 om en händelse som inträffat på läkarutbildningen vid Lunds universitet och behandlingen av professor Germund Hesslow.
Jämställdhetsmyndigheten menade att förändring av utbildningars innehåll är en metod för att förbättra jämställdheten på högskolor och universitet. Kulturnyheternas litteraturkritiker Per Andersson menade 2020 att det då var relevant att diskutera hur det ska balanseras med den akademiska friheten och forskningens kvalitetsmål, men att Jämställdhetsmyndigheten inte hade skrivit något om detta i sin slutrapport från programmet för jämställdhetsintegrering i högskolor och universitet, och inte heller låtit sig intervjuas i frågan i boken Genusdoktrinen.
Axess Magasin publicerade i april 2021 ett temanummer om akademisk frihet med skribenter som Matthew Goodwin, Sten Widmalm, Lotta Stern, Svante Nordin, Johan Sundeen och Christian Abrahamsson.
Rektorerna för Lunds universitet och Malmö universitet skrev i oktober 2021 om påtryckningar för att tysta forskare och lärare, att det inte sällan bottnade i ämnen som migration, kriminologi, klimat och genus, och att en gräns hade passerats.